# Arrondissement de Sömmerda
L'arrondissement de Sömmerda est un arrondissement  (« Landkreis » en allemand) de Thuringe (Allemagne).
Son chef-lieu est Sömmerda.

## Villes, communes & communautés d'administration
(nombre d'habitants en 2007)
| Villes 1. Buttstädt ¹ (2 634) 2. Gebesee ¹ (2 265) 3. Kindelbrück ¹ (1 799) 4. Kölleda ¹ (5 589) 5. Rastenberg ¹ (2 769) 6. Sömmerda (20 435) 7. Weißensee (3 601) | Communes 1. Elxleben, (2 340), 1. Witterda (1 122) |

Communautés d'administration
| 1. Communauté d'An der Marke (4 092) 1. Eckstedt (607) 2. Markvippach (583) 3. Schloßvippach (1 421) 4. Sprötau (766) 5. Vogelsberg (715) 2.Communauté de Buttstädt (7 456) 1. Buttstädt, (2 634) 2. Ellersleben (284) 3. Eßleben-Teutleben (360) 4. Großbrembach (794) 5. Guthmannshausen (895) 6. Hardisleben (609) 7. Kleinbrembach (321) 8. Mannstedt (386) 9. Olbersleben (804) 10. Rudersdorf (369) 3.Communauté de Gera-Aue (5 259) 1. Andisleben (634) 2. Gebesee, (2 265) 3. Ringleben (546) 4. Walschleben (1 814) 4. Communauté de Gramme-Aue (5 488) 1. Alperstedt (740) 2. Großmölsen (256) 3. Großrudestedt (2 028) 4. Kleinmölsen (363) 5. Nöda (842) 6. Ollendorf (438) 7. Udestedt (821) | 5. Communauté de Kindelbrück (5 994) 1. Bilzingsleben (761) 2. Büchel (253) 3. Frömmstedt (569) 4. Griefstedt (310) 5. Günstedt (808) 6. Herrnschwende (320) 7. Kannawurf (914) 8. Kindelbrück, (1 799) 9. Riethgen (260) 6. Communauté de Kölleda (11 949) 1. Beichlingen (576) 2. Großneuhausen (744) 3. Kleinneuhausen (434) 4. Kölleda, ville (5 589) 5. Ostramondra (588) 6. Rastenberg, ville (2 769) 7. Schillingstedt (271) 7. Communauté de Straußfurt (7 521) 1. Gangloffsömmern (1 087) 2. Haßleben (1 045) 3. Henschleben (359) 4. Riethnordhausen (1 070) 5. Schwerstedt (647) 6. Straußfurt (1 866) 7. Werningshausen (704) 8. Wundersleben (743) |